# Cassiope fujianensis
Cassiope fujianensis là một loài thực vật có hoa trong họ Thạch nam. Loài này được L.K.Ling & G.Hoo mô tả khoa học đầu tiên năm 1989.